# كأس سويسرا 2011–12
كأس سويسرا 2011–12 هو الموسم 87 من كأس سويسرا. أقيم خلال الفترة 27 يوليو 2011 وحتى 16 مايو 2012، وأشرف على تنظيمه اتحاد سويسرا لكرة القدم، وكان عدد الأندية المشاركة فيه 64، وفاز فيه نادي بازل.